# Долгова, Ирина Юрьевна
Ирина Юрьевна Долгова (род. 26 сентября 1995, Братск, Иркутская область) — российская дзюдоистка, Чемпионка Европы, призёр Европейских игр, призёр чемпионата Европы, участница Олимпиады 2016 года.

## Карьера
Тренируется в Братске в СДЮСШОР «Спартак» у заслуженных тренеров России Наталии Дору и Николая Егорова. Двукратная чемпионка Европы среди кадетов, чемпионка мира (до 17 лет), обладательница юниорского золота и молодёжного серебра первенств Европы 2015 года, чемпионка России (до 21 года). На Олимпиаде 2016 года в Рио-де-Жанейро дошла до 1/8 финала, где проиграла аргентинке Пауле Парето.
Приказом министра спорта № 100-нг от 14 августа 2014 Ирине Долговой присвоено звание мастера спорта России международного класса по дзюдо.
В декабре 2021 покинула город Братск, и планирует выступать от Тюменской области